# Corynorhinus rafinesquii
Corynorhinus rafinesquii є видом вечірніх кажанів, які походять із південного сходу Сполучених Штатів.

## Опис
Подібно до великовухого кажана Таунсенда, цей вид має дві горби по обидва боки від носа. Це кажан середнього розміру з довжиною ≈ 7.5–10 см і розмахом крил 25–30 см. Ці кажани мають вагу від 6 до 13 г. Спинний бік кажана сірий, а знизу білий. Вуха і обличчя мають рожево-коричневий колір, а передпліччя і перетинка крил темно-коричневі.
Деякі джерела повідомляють про максимальну тривалість життя 10 років, хоча достовірних даних немає. Більше досліджень було проведено щодо близькоспорідненого великовухого кажана Таунсенда, і оцінки тривалості життя цього виду коливаються від 16 до 30 років у дикій природі.
Попри те, що цей вид рідко зустрічається у всьому ареалі, цей вид зустрічається в різноманітних середовищах існування від прибережних рівнин і прибережних районів до гірських районів, таких як Національний парк Грейт-Смокі-Маунтінс. У всіх випадках ці кажани пов'язані з великими площами відносно зрілих лісів.

## Дієта
Corynorhinus rafinesquii, як і всі кажани на південному сході Сполучених Штатів, є комахоїдними, ведуть нічний спосіб життя та знаходять їжу переважно за допомогою ехолокації. Вони споживають широкий спектр комах, включаючи комарів, жуків і мух, хоча моль становить 90% раціону. Комах можна зловити підбиранням (наприклад, з листя чи стінок печери) або на крило (тобто, повітряний лов).

## Улаштовування на ночівлю
Через сезонність, географічне положення та часту зміну місць проживання C. rafinesquii можна знайти в різних місцях. Дерев’яні лежбища можуть бути як на живих, так і на мертвих деревах, але вони зазвичай досить великі (одне дослідження показало, що середній діаметр на висоті грудей деревних лежбищ становить 79 см при висоті 18,5 м). Corynorhinus rafinesquii' також можна зустріти в покинутих будівлях, під мостами, в колодязях і в печерах.